# Lamine Diaby-Fadiga
Mohamed Lamine Diaby-Fadiga (ur. 19 stycznia 2001 w Grasse) – francuski piłkarz występujący na pozycji napastnika w polskim klubie Raków Częstochowa.

## Kariera klubowa

### OGC Nice
Diaby-Fadiga zadebiutował w OGC Nice 7 grudnia 2017 w przegranym 0:1 meczu z SBV Vitesse w Lidze Europy, zmieniając w 66. minucie środkowego napastnika Alassane Pléę. Stał się pierwszym piłkarzem w historii klubu urodzonym w XXI wieku. W Ligue 1 zadebiutował w następnym sezonie w meczu ze Stade de Reims, zmieniając się z Bassemem Srarfim.
16 września 2019 Diaby-Fadiga ukradł luksusowy zegarek wart 70 tys. euro (ok. 300 tys. złotych) klubowemu koledze Kasperowi Dolbergowi. Przyznał się 6 dni później, po czym został zwolniony z klubu.

### Paris FC
2 października 2019 Fadiga podpisał kontrakt z drugoligowym Paris FC. W 2022 roku udał się na roczne wypożyczenie do FC Eindhoven.

### Jagiellonia Białystok
19 czerwca 2024 jako wolny agent podpisał dwuletni kontrakt z możliwością przedłużenia z polskim klubem Jagiellonia Białystok. 21 lipca 2024 zadebiutował w Ekstraklasie w meczu z Puszczą Niepołomice (2:0), w którym zdobył gola wchodząc z ławki rezerwowych.

### Raków Częstochowa
16 czerwca 2025 został został zawodnikiem Rakowa Częstochowa.

## Kariera reprezentacyjna
Był powoływany do młodzieżowych reprezentacji Francji w kategorii U-16, U-17 oraz U-18, w których łącznie zagrał 19 meczów i zdobył 13 goli.

## Życie prywatne
Jest synem Gwinejczyka i Algierki.

## Statystyki kariery
Aktualne na dzień 4 maja 2025
| Klub                  | Sezon             | Liga              | Liga  | Liga | Puchar | Puchar | Inne  | Inne | Ogółem | Ogółem |
| Klub                  | Sezon             | Rozgrywki         | Mecze | Gole | Mecze  | Gole   | Mecze | Gole | Mecze  | Gole   |
| --------------------- | ----------------- | ----------------- | ----- | ---- | ------ | ------ | ----- | ---- | ------ | ------ |
| OGC Nice B            | 2017/2018         | National 2        | 4     | 1    | —      | —      | —     | —    | 4      | 1      |
| OGC Nice B            | 2018/2019         | National 2        | 10    | 2    | —      | —      | —     | —    | 10     | 2      |
| OGC Nice B            | 2019/2020         | National 2        | 1     | 0    | —      | —      | —     | —    | 1      | 0      |
| OGC Nice B            | Ogółem            | Ogółem            | 15    | 3    | 0      | 0      | 0     | 0    | 15     | 3      |
| OGC Nice              | 2017/2018         | Ligue 1           | 0     | 0    | 0      | 0      | 1     | 0    | 1      | 0      |
| OGC Nice              | 2018/2019         | Ligue 1           | 6     | 0    | 0      | 0      | 0     | 0    | 6      | 0      |
| OGC Nice              | Ogółem            | Ogółem            | 6     | 0    | 0      | 0      | 1     | 0    | 7      | 0      |
| Paris FC              | 2019/2020         | Ligue 2           | 11    | 0    | 2      | 2      | 0     | 0    | 13     | 2      |
| Paris FC              | 2020/2021         | Ligue 2           | 6     | 0    | 0      | 0      | 1     | 0    | 7      | 0      |
| Paris FC              | 2021/2022         | Ligue 2           | 2     | 0    | 2      | 3      | 0     | 0    | 4      | 3      |
| Paris FC              | 2023/2024         | Ligue 2           | 24    | 4    | 3      | 3      | 0     | 0    | 27     | 7      |
| Paris FC              | Ogółem            | Ogółem            | 43    | 4    | 7      | 8      | 1     | 0    | 51     | 12     |
| Paris FC B            | 2021/2022         | National 3        | 6     | 2    | —      | —      | —     | —    | 6      | 2      |
| FC Eindhoven (wyp.)   | 2022/2023         | Eerste Divisie    | 24    | 2    | 1      | 0      | 2     | 0    | 27     | 2      |
| Jagiellonia Białystok | 2024/2025         | Ekstraklasa       | 27    | 3    | 1      | 0      | 14    | 0    | 42     | 3      |
| Raków Częstochowa     | 2024/2025         | Ekstraklasa       | 3     | 1    | 4      | 3      | 0     | 0    | 7      | 4      |
| Ogółem w karierze     | Ogółem w karierze | Ogółem w karierze | 121   | 14   | 9      | 8      | 18    | 0    | 148    | 22     |

## Sukcesy
- Superpuchar Polski: 2024[16]